# Ctenodactylomorphi
Infra-ordre
Les Ctenodactylomorphi sont un infra-ordre de rongeurs ne comportant qu'une seule famille, celle des Ctenodactylidae, les goundis.
La classification des goundis est encore discutée. Selon les auteurs, la famille des Ctenodactylidae est classé dans cet infra-ordre, lui-même dans le sous-ordre des Hystricomorpha (ADW et MSW), alors que d'autres placent la famille des Ctenodactylidae directement dans le sous-ordre des Sciurognathi (NCBI) ou bien des Sciuravida (ITIS).
L'infra-ordre des Ctenodactylomorphi a été décrit pour la première fois en 1979 par le paléontologue français, spécialiste de l'évolution des rongeurs, Jean Chaline (né en 1937) et Pierre Mein, spécialiste français d'anthropologie physique et paléontologie, microfaune.

## Sous-taxon
Selon Mammal Species of the World (version 3, 2005)  (1 Fév. 2012)
- famille : Ctenodactylidae - Goundis